# Готвачът, крадецът, неговата жена и нейният любовник
„Готвачът, крадецът, неговата жена и нейният любовник“ (на английски: The Cook, the Thief, His Wife & Her Lover) е френско-британски драматичен филм от 1989 година на режисьора Питър Грийнауей по негов собствен сценарий.
Основа на сюжета е любовната връзка между съпругата на влиятелен гангстер и собственик на книжарница, която се развива в луксозен ресторант. При излизането си филмът прави впечатление с някои сцени на крайно насилие и канибализъм, както и с разточителната кинематография и формализма на заснемането. Главните роли се изпълняват от Ришар Борингер, Майкъл Гамбън, Хелън Мирън, Алън Хауърд.